# Cambeses do Rio, Donões e Mourilhe
Cambeses do Rio, Donões e Mourilhe (oficialmente: União das freguesias de Cambeses do Rio, Donões e Mourilhe) é uma freguesia portuguesa do município de Montalegre, com 45,3 km² de área e 273 habitantes (censo de 2021). A sua densidade populacional é 6 hab./km².

## História
Foi criada aquando da reorganização administrativa de 2012/2013,  resultando da agregação das antigas freguesias de Cambeses do Rio, Donões e Mourilhe.

## Demografia
A população registada nos censos foi:
| Distribuição da População por Grupos Etários | Distribuição da População por Grupos Etários | Distribuição da População por Grupos Etários | Distribuição da População por Grupos Etários | Distribuição da População por Grupos Etários | Distribuição da População por Grupos Etários |
| -------------------------------------------- | -------------------------------------------- | -------------------------------------------- | -------------------------------------------- | -------------------------------------------- | -------------------------------------------- |
| Antes da agregação                           |                                              |                                              |                                              |                                              |                                              |
| Ano                                          | 0-14 anos                                    | 15-24 anos                                   | 25-64 anos                                   | >= 65 anos                                   | Total                                        |
| 2001                                         | 35                                           | 46                                           | 155                                          | 121                                          | 357                                          |
| 2011                                         | 35                                           | 20                                           | 138                                          | 116                                          | 309                                          |
| Após a agregação                             |                                              |                                              |                                              |                                              |                                              |
| Ano                                          | 0-14 anos                                    | 15-24 anos                                   | 25-64 anos                                   | >= 65 anos                                   | Total                                        |
| 2021                                         | 21                                           | 24                                           | 110                                          | 118                                          | 273                                          |

## Localidades
A união de freguesias é composta por 5 aldeias:
- Cambeses
- Frades
- Donões
- Mourilhe
- Sabuzedo